# Aleja Władysława Bartoszewskiego w Łodzi
Aleja Władysława Bartoszewskiego (Trasa Górna) w Łodzi – ważna łódzka arteria komunikacyjna znajdująca się w dawnej dzielnicy Górna. Umowę na wybudowanie drogi mającej ułatwić poruszanie się na południu Łodzi podpisano w 2010 r. Budowa rozpoczęła się dwa lata później. Wykonawcą prac była firma Mosty Łódź. Roboty się przedłużyły o kilka miesięcy (planowano ją oddać w maju); ostatecznie aleję, jeszcze pod roboczą nazwą ‘Trasa Górna’ oddano do użytku w nocy z 31 sierpnia na 1 września 2014 r. Koszt całej inwestycji wyniósł ponad 400 mln zł. Na całej długości znajduje się w szlaku drogi krajowej nr 91.
Trasę Górną otwarto jako drogę krajową nr 1. Sytuacja się zmieniła, gdy oddano do użytku 40-kilometrowy odcinek autostrady A1 (Łódź Północ – Tuszyn) stanowiący jednocześnie wschodnią obwodnicę Łodzi; bowiem "krajówki" (tam gdzie jest to możliwe) stopniowo przenoszą się na nowe, równoległe fragmenty autostrad o tym samym numerze, a w miejscu "starych krajówek" dotychczasowa liczba zostaje poprzedzona cyfrą '9', toteż od 1 lipca 2016 r. w miejscu "starej jedynki" przez Łódź biegnie DK nr 91.
Przed wybudowaniem Trasy Górnej, droga krajowa nr 1 od skrzyżowania Jana Pawła II / Pabianicka / Galileusza biegła następująco: Pabianicka, rondo Lotników Lwowskich, Paderewskiego, Rzgowska. Urzędnicy od lat szukali sposobów na szybszy i wygodniejszy przejazd między Nowym Rokiciem i Starymi Chojnami, ponieważ DK nr 1 od tego miejsca do ronda Lotników Lwowskich delikatnie się „cofała” (dystans starej trasy – 6 km, nowej – 4 km) i udało się wykorzystać potencjał przedłużenia al. Jana Pawła II na wprost, a co za tym idzie – przebicia się aż do ul. Rzgowskiej.
Aleja Bartoszewskiego to typowa miejska droga przystosowana do szybkiego ruchu. Jest dwujezdniowa, na jej terenie znajduje się jeden węzeł, który umożliwi bezkolizyjny wjazd na planowaną Trasę Śląską (przebieg wzdłuż torów kolejowych). Wybudowano dwa przejazdy podziemne (ul. Pabianicka, ul. Rzgowska). Duża jej część jest otoczona ekranami dźwiękochłonnymi (mieszkańcy bloków przy ul. Kosmonautów skarżą się, że ekrany są za niskie przez co słyszą dobiegający z ulicy hałas). Nie zapomniano o pieszych i rowerzystach; na całej długości znajduje się chodnik (po obu stronach) i ścieżka rowerowa (po jednej stronie: [Pabianicka – Demokratyczna] – strona bliżej centrum, [Demokratyczna – Rzgowska] – strona bliżej granicy).
Z racji takiej, że al. Bartoszewskiego zajmuje dużo miejsca (szerokość pasa drogowego wynosi ok. 40 m) względem poprzednich w jej miejscu wąskich uliczek, spora część prywatnego terenu musiała zostać zajęta pod budowę. Ulice, które kolidowały z budowaną inwestycją (przecinały ją), zostały podzielone na dwie części (al. Bartoszewskiego jest wyznacznikiem tych fragmentów) – zostały tylko te najważniejsze, które są dziś jej przecznicami.

## Przebieg
1. Kompleksowo przebudowano skrzyżowanie Pabianicka / Jana Pawła II; pod ul. Pabianicką poprowadzono podziemny przejazd na trasie al. Jana Pawła II – al. Bartoszewskiego (po dwa pasy w obu kierunkach).
2. Zbudowano węzeł (typu trąbka prawostronna, bez jednego łącznika) w miejscu rozpoczęcia planowanej Trasy Śląskiej (bezkolizyjnie: możliwy wjazd z obu kierunków Trasy Górnej – skrajnymi, górnymi jezdniami; z Trasy Śląskiej możliwość tylko prawego zjazdu w kier. Pabianickiej – górna jezdnia, nie ma możliwości skrętu w stronę ul. Rzgowskiej).
3. Zaraz za wiaduktem wybudowano most kolejowy – nad poziomem gruntu aleję Bartoszewskiego przecinają tory linii kolejowej nr 25 (drogowcy mieli tutaj największe problemy, ponieważ PKP wyznaczyło krótki czas na jego budowę).
4. W okolicy ul. Romana łączą / dzielą się jezdnie dolne i górne (choć tak naprawdę przez 500 m, rozdzielone wysepką z barierkami znajdują się na tym samym poziomie).
5. Po północnej stronie skrzyżowania z ul. Demokratyczną zbudowano most nad rzeką Olechówką.
6. Pomiędzy ul. Siostrzaną i ul. Demokratyczną (na wysokości ul. Zagadkowej) na nitce w kierunku centrum wybudowano (na wydzielonej powierzchni) punkt ważenia pojazdów.
7. Pomiędzy ul. Siostrzaną i ul. Rzgowską znajduje się zakręt, od którego droga zmieniła kierunek z południowego wschodu na całkowity wschód. Zaraz za / przed tym zakrętem rozpoczyna / kończy się przygotowany na przyszłość podział różnic w poziomie jezdni (sytuacja podobna do początkowego skrzyżowania, tylko jest ono mniej zaawansowane technologicznie: to jest pierwsze w Łodzi trzypoziomowe skrzyżowanie – dodany nadziemny, bezkolizyjny lewy skręt ze Rzgowskiej w Bartoszewskiego), jednak dolne fragmenty są jeszcze zamknięte. Czekają one na wydłużenie Trasy Górnej.

## Nazwa
Drogę otwarto pod tymczasową nazwą Trasa Górna (od nazwy dawnej dzielnicy) i w ten sposób funkcjonowała dwa lata; była to pierwsza łódzka droga oznaczona grupą 'trasa'. 19 lipca 2016 r. łódzcy radni zgłosili pomysł zmiany nazwy nowej ulicy na aleję Władysława Bartoszewskiego. Znalazły się głosy krytyki tej idei zarówno wśród innych radnych na sesji Rady Miejskiej, jak i wśród innych mieszkańców Łodzi. Przeciwnicy nie wyobrażali sobie Władysława Bartoszewskiego jako patrona tej drogi; uważali, że nie jest to odpowiednia propozycja; zaś okolicznym mieszkańcom pasowała stara nazwa, przyzwyczajeni do niej nie widzieli sensu jej zmiany. Ostateczna decyzja zapadła 31 sierpnia – uchwalono nowe imię, jednak niektórzy łodzianie nie do końca je uznają i nadal używają określenia ‘Trasa Górna’. Nieaktualne tabliczki Systemu Informacji Miejskiej szybko zdemontowano, jednak na założenie nowych trzeba było czekać jeszcze kilka tygodni, a nazwy przystanków komunikacji miejskiej zaktualizowano dopiero 2 kwietnia 2017 r. (w wyniku reformy komunikacyjnej, która objęła również porządkowanie przystanków).

## Komunikacja miejska
W okolicy Trasy Górnej kursują następujące środki transportu zbiorowego obsługiwane przez MPK-Łódź:
- Na odcinkach Pabianicka – Demokratyczna oraz Siostrzana – Rzgowska poprowadzona jest autobusowa linia 93 (Dw. Łódź Kaliska – Instytut CZMP). Na odcinku Demokratyczna – Siostrzana kursuje linia 75A/B (Dw. Łódź Widzew – Chocianowice IKEA). Aleją kursuje też zmianowa (dowożąca do zakładu Hydro) linia H: w kierunku pętli Chojny Graniczna od Rzgowskiej do Siostrzanej; natomiast w kierunku krańcówki Dw. Łódź Chojny tylko od Granicznej do Rzgowskiej.
- Przez skrzyżowanie Bartoszewskiego / Pryncypalna wytyczone są trasy autobusowych linii 63 (Dw. Łódź Chojny – Piastów Kurak) oraz 93.
- Przez skrzyżowanie Bartoszewskiego / Demokratyczna wytyczone są trasy autobusowych linii 62 (Dw. Łódź Chojny – Bionanopark), 75A/B oraz 93.
- Przez skrzyżowanie Bartoszewskiego / Siostrzana wytyczone są trasy autobusowych linii 75A/B, 93 oraz H.
- Na skrzyżowaniu Bartoszewskiego / Pabianicka / Jana Pawła II spotykają się autobusowe linie 50A/B/C (pl. Niepodległości – A: Stara Gadka / B: Rzgów Tuszyńska / C: CT Ptak Outlet), 52 (Dw. Łódź Kaliska – Komorniki), 63, 93 oraz tramwajowe 11B (Chocianowice IKEA – Helenówek), 17 (Chocianowice IKEA – Telefoniczna Zajezdnia), 41 (pl. Niepodległości – Pabianice). W odległości ok. 200 m od tego skrzyżowania (zachodni narożnik) znajduje się przystanek kolejowy Łódź Pabianicka.
- Przez skrzyżowanie Bartoszewskiego / Rzgowska kursują autobusy linii 56 (Piastów Kurak – Rzgów Tuszyńska / CT Ptak Outlet), 93 oraz H.

## Przedłużenie do autostrady A1
We wrześniu 2020 zawarte zostało porozumienie, na mocy którego miasto zobowiązało się do budowy połączenia między istniejącym węzłem trasy z ulicą Rzgowską a ulicą Kalinowskiego, a województwo zmodernizuję istniejącą drogę powiatową.

## Przeszłość
- Przed budową Trasy Górna w jej miejscu od skrzyżowania Pabianicka / Jana Pawła II odchodziła osiedlowa, o długości ok. 400 m ulica Galileusza, która łączyła się zakrętem z ul. Zaolziańską. Obecnie ul. Galileusza formalnie już nie istnieje (usunięto ją z kategorii dróg publicznych).
- Po drugiej stronie Trasy, w miejscu gdzie dziś znajduje się pierwsze trzypoziomowe skrzyżowanie w Łodzi, była normalna ‘krzyżowka’ (nawet bez zainstalowanej sygnalizacji świetlnej) z lokalną ulicą Ustronną, której długość wynosiła ok. 2,2 km (Rzgowska – Demokratyczna oraz Graniczna – granica administracyjna Łodzi i Starowej Góry). Była i jest podzielona na dwa segmenty. Jej przedłużeniem od ul. Demokratycznej jest ul. Trybunalska, a od granicy – ul. Szczytowa. Obecnie ul. Ustronna jest krótsza o 350 m (jej podstawowy fragment jest równoległy do Trasy Górna, ich odległość od siebie to ok. 190 m), kończy się powierzchnią do zawracania tuż przed ul. Przednią i ekranami akustycznymi położonymi wzdłuż al. Bartoszewskiego.

## Przyszłość
- Trasa Śląska ma lekko odciążyć ul. Paderewskiego od ruchu w szlaku krajowym nr 14 (2,5 km od Pabianickiej do Rzgowskiej, obecnie ten dystans w śladzie DK nr 14 zajmuje 3 km). Docelowo nowa droga (na całej długości po jednym pasie na kierunek[7]) ma połączyć al. Bartoszewskiego z al. Ofiar Terroryzmu 11 Września. Prawdopodobnie inwestycja zakończy się jako nowa odnoga przy zakręcie ulic Kotoniarskiej i Wełnianej (na wprost Kotoniarskiej)[8]. Kotoniarska (z dobrą nawierzchnią, szeroka na ok. 6 m, długa na ok. 900 m) może być jej kontynuacją, bo kończy się na rondzie Zbigniewa Zakrzewskiego (ul. Tomaszowskiej / al. Ofiar Terroryzmu 11 Września). Z kolei przedłużeniem ul. Kotoniarskiej jest aleja Ofiar Terroryzmu 11 Września, którą na początku nazywano ulicą Śląską[9]. To szeroka droga (2 pasy w obu kierunkach oddzielone pasem zieleni) otwarta w 2007 r. o długości ok. 3,4 km, prowadząca do zlokalizowanych tam fabryk i zakładów (takich jak Dell). Obecnie kończy się na rondzie Łódzkich Motocyklistów, skąd aleją Cezarego Józefiaka można dojechać do węzła Łódź Wschód (A1).
- Ciągle natomiast występują problemy z budową zachodniej obwodnicy Łodzi – S14. Wraz z jej powstaniem planuje się połączyć węzeł Aleksandrów Łódzki z zakrętem przy al. Włókniarzy (na nowym odcinku mają się pojawić po dwa pasy w każdym kierunku). Aleja Włókniarzy zostanie poprowadzona od tzw. kolanka w kierunku północnego zachodu przez osiedle Radogoszcz Zachód, północną część Teofilowa Przemysłowego, południowo-zachodni skrawek Lasu Okręglik, by w okolicach zgierskiego sąsiedztwa Pieńki (zaraz za granicą z Łodzią) połączyła się z ekspresową S14 (przy węźle Aleksandrów Łódzki)[7]. W ten sposób możliwy stanie się przejazd od węzła S14 do węzła A1 (wschodniej – zachodniej łódzkiej obwodnicy) pokonując południkowo praktycznie całą Łódź (omijając centrum) – Włókniarzy, Jana Pawła II, Bartoszewskiego – bez wykonania ani jednego manewru skrętu. To aż 28 km prostej drogi.